# Mogens Felsby
Mogens Felsby (* 1929; † 6. Mai 2022) war ein dänischer Badmintonspieler.

## Karriere
Felsby feierte seinen ersten Erfolg 1945 bei den dänischen Einzelmeisterschaften der U17, wo er das Herreneinzel gewann. Ein Jahr später siegte er in der gleichen Disziplin bei den Einzelmeisterschaften der Junioren. Diesen Erfolg konnte er 1949 wiederholen.
1949 spielte er für das dänische Nationalteam. Er verlor mit seiner Mannschaft das Finale gegen die malaysische Equipe in dieser Erstauflage der Weltmeisterschaft für Männermannschaften mit 1:8. Dabei verlor er ein Einzel gegen Ooi Teik Hock klar mit 9:15 und 2:15, holte jedoch in seinem zweiten Einzel den Ehrenpunkt für Dänemark gegen Law Teik Hock.
Felsby war auch als Tennisspieler erfolgreich. 1944 gewann er sowohl den Mixed- als auch den Doppeltitel bei den dänischen Juniorenmeisterschaften.

## Erfolge (Badminton)
| Saison    | Veranstaltung                                    | Disziplin    | Platz | Name                                                                            |
| --------- | ------------------------------------------------ | ------------ | ----- | ------------------------------------------------------------------------------- |
| 1944/1945 | Dänemark: Einzelmeisterschaften der Junioren U17 | Herreneinzel | 1     | Mogens Felsby, Odense                                                           |
| 1945/1946 | Dänemark: Einzelmeisterschaften der Junioren U19 | Herreneinzel | 1     | Mogens Felsby, Odense                                                           |
| 1946/1947 | Dänemark: Einzelmeisterschaften der Junioren U19 | Herreneinzel | 1     | Mogens Felsby, Odense                                                           |
| 1949      | Thomas Cup                                       | Herrenteam   | 2     | Dänemark (Mogens Felsby, Poul Holm, Ib Olesen, Jørn Skaarup, Preben Dabelsteen) |